# Vaunoise (Orne)
Vaunoise és un municipi francès, situat al departament de l'Orne, dins la regió de Normandia. L'any 1999 tenia 105 habitants.

## Situació
Vaunoise es troba al sud-est del departament de l'Orne.

## Administració
L'alcalde del municipi és Jean-François de Caffarelli (2001-2008).

## Demografia
| Evolució de la població |      |      |      |      |      |      |      |      |
| 1793                    | 1800 | 1806 | 1821 | 1831 | 1836 | 1841 | 1846 | 1851 |
| 293                     | 299  | 448  | 350  | abs. | 520  | 477  | 485  | 472  |

| 1856 | 1861 | 1866 | 1872 | 1876 | 1881 | 1886 | 1891 | 1896 |
| ---- | ---- | ---- | ---- | ---- | ---- | ---- | ---- | ---- |
| 429  | 420  | 424  | 403  | 377  | 358  | 326  | 290  | 273  |

| 1901 | 1906 | 1911 | 1921 | 1926 | 1931 | 1936 | 1946 | 1954 |
| ---- | ---- | ---- | ---- | ---- | ---- | ---- | ---- | ---- |
| 273  | 284  | 256  | 207  | 206  | 221  | 195  | 183  | 190  |

| 1962 | 1968 | 1975 | 1982 | 1990 | 1999 | 2006 | 2011 | 2016 |
| ---- | ---- | ---- | ---- | ---- | ---- | ---- | ---- | ---- |
| 216  | 190  | 168  | 136  | 104  | 105  | -    | -    | -    |

| 2019 | - | - | - | - | - | - | - | - |
| ---- | - | - | - | - | - | - | - | - |
| -    | - | - | - | - | - | - | - | - |